# Spea multiplicata
Spea multiplicata är en groddjursart som först beskrevs av Cope 1863.  Spea multiplicata ingår i släktet Spea och familjen Scaphiopodidae. IUCN kategoriserar arten globalt som livskraftig. Utöver nominatformen finns också underarten S. m. stagnalis.